# Casa de Serralves
La Casa de Serralves está situada en el Parque de Serralves, en la freguesia de Lordelo del Oro, en la ciudad y Distrito del Puerto, en Portugal.
Situada en la antigua quinta del conde de Vizela, en la zona rural del Puerto, está considerada como un ejemplar único de la arquitectura "Art Déco" en el país.

## Historia
La casa fue mandada construir por el 2.º conde de Vizela, Carlos Alberto Cabral, aristócrata de la industria textil que había heredado la propiedad de su padre en 1923. 
El proyecto fue del arquitecto francés Charles Siclis y su ejecución quedó a cargo del arquitecto portugués José Marques da Silva. El proyecto de los jardines fue realizado por Jacques Gréber en 1932. Los proyectos de la casa y de los jardines fueron progresando con sucesivas alteraciones introducidas por Marques de Silva, hasta que las obras quedaron concluidas en 1940.
En 1944 el Conde de Vizela se instaló finalmente en Serralves pero cerca de diez años más tarde se vendió la propiedad a Delfim Ferreira, Conde de Riba de Ave.
En la década de 1980 fue el centro de un proyecto que culminó con la instalación de uno de los más importantes polos culturales y artísticos de la península ibérica, uniendo la casa, los jardines, la quinta, y un Museo de Arte Contemporáneo.
Esto ocurrió porque en 1987 el Ministerio de la Cultura compró la propiedad y en 1989 se creó la Fundación de Serralves, que instaló un museo en la casa principal. El año siguiente fue considerada zona de protección paisajística, urbanística y arquitectónica en el Plano Director Municipal del Puerto.
Más tarde se construyó un nuevo edificio del museo de Serralves, proyectado por el arquitecto Siza Vieira, implantándose sobre la huerta y los frutales del antiguo jardín, lo que obligó a un nuevo rediseño de los espacios exteriores de esta parte de la propiedad, cuyo proyecto fue ejecutado por el arquitecto paisajista João Gomes de Silva. Para obviar la pérdida de la huerta primitiva fue construido, en un punto más bajo del terreno, un jardín de plantas aromáticas.
Actualmente es propiedad de la Fundación de Serralves, que posee el Museo de Arte Contemporáneo de Serralves.
En 1996 todo el conjunto fue clasificado como inmóvil de interés público debido a su interés arquitectónico.

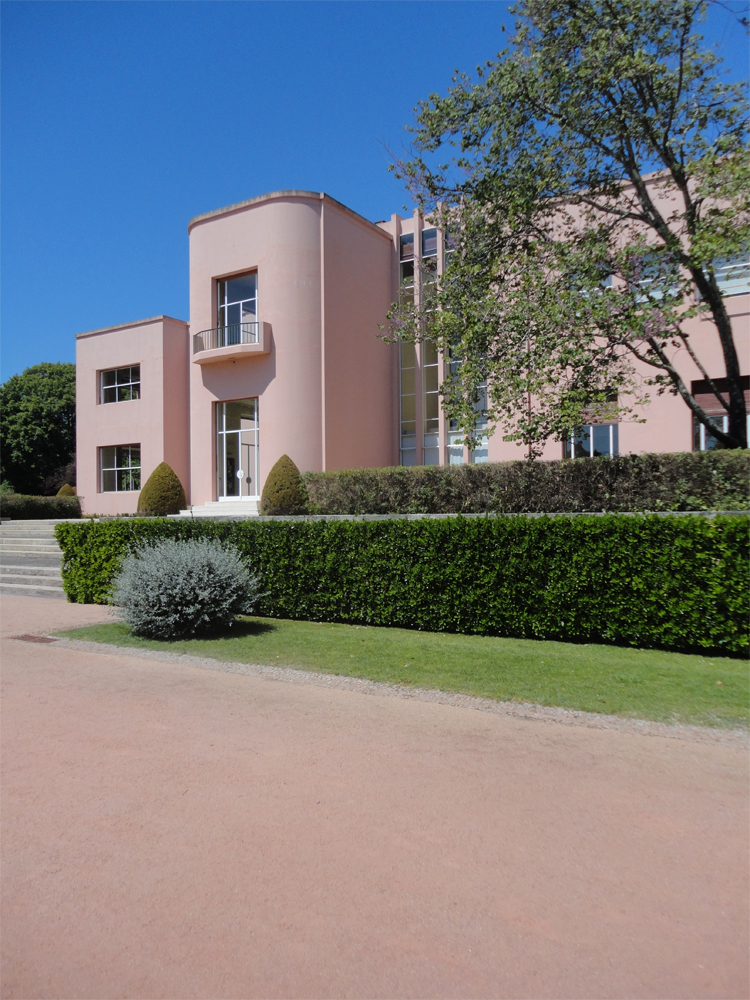
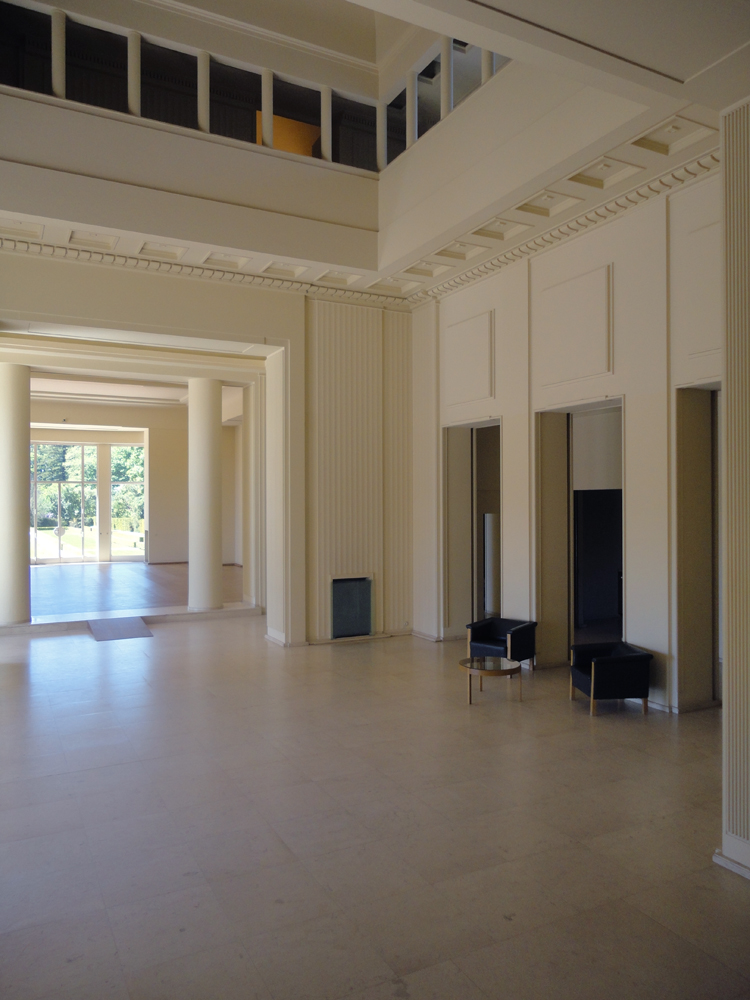
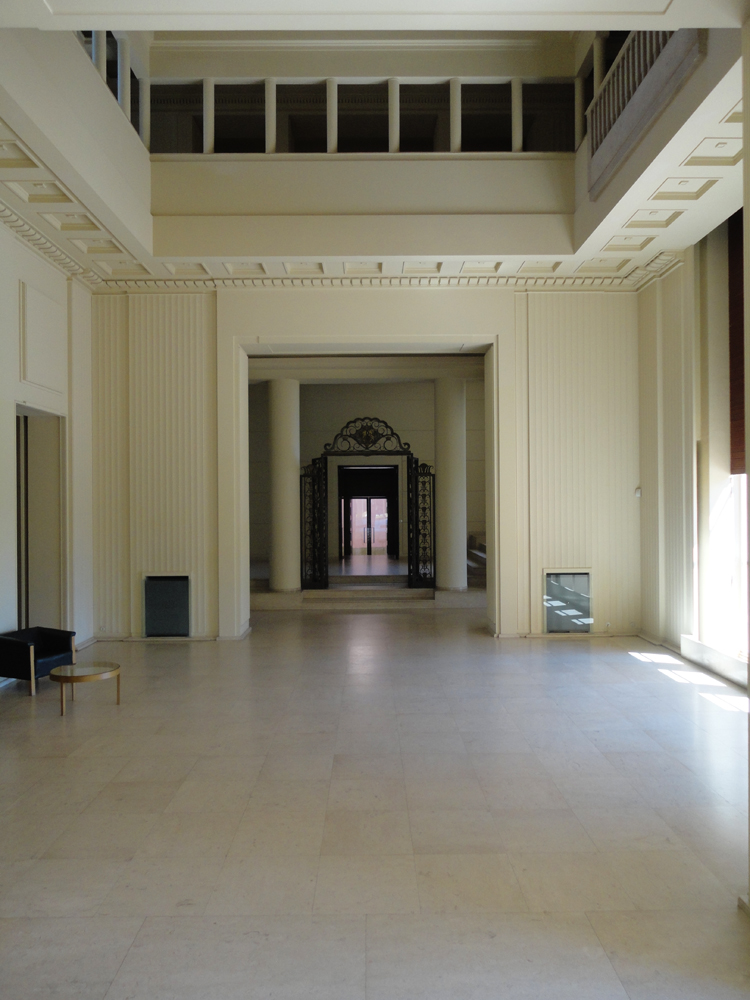